# Eufemia (nome)
Eufemia  è un nome proprio di persona italiano femminile.

## Varianti
- Femminili:
  - Ipocoristici: Femia[5]
- Maschili: Eufemio[1][2], Eufenio[1]
  - Ipocoristici: Femio[5]

### Varianti in altre lingue
- Catalano: Eufèmia
  - Maschili: Eufemi[6]
- Ceco: Eufémie
- Croato: Eufemija
- Francese: Euphémie
  - Maschili: Euphémius
- Galiziano: Eufemia[6]
- Greco antico: Εὐφημία (Euphemia)[3][4]
  - Maschili: Εὐφήμιος (Euphemios)[7]

- Greco moderno: Ευφημία (Eufīmia)[3]
- Inglese: Euphemia[3]
  - Ipocoristici: Eppie[3], Effie[3], Femie[3], Phemie[3]
- Latino: Euphemia[1][4]
  - Maschili: Euphemius[1]
- Polacco: Eufemia
- Portoghese Eufêmia[3]
  - Maschili: Eufêmio

- Russo: Евфимия (Evfimija)
  - Maschili: Ефим (Efim)[7]
  - Ipocoristici maschili: Фима (Fima)[7]
- Serbo: Ефимија (Efimija)
- Spagnolo Eufemia[3]
  - Maschili: Eufemio[6]
- Ucraino: Євфимія (Jevfymija)
- Ungherese: Eufémia

## Origine e diffusione
Deriva dal nome greco Εὐφημία (Euphemia), composto da ευ (eu, "bene") e φημί (phemi, "parlare"); il suo significato complessivo può essere interpretato come "che parla bene", "che parla correttamente", "eloquente", oppure come "colei di cui si parla bene", quindi "di buon nome", "di buona fama", ha quindi lo stesso significato del nome Eulalia. Inizialmente, con questo termine si indicava invece il silenzio o il pregare con devozione durante i riti religiosi.
In italiano è diffuso quasi solo al femminile, per via del culto di diverse sante così chiamate. Va notato che il diminutivo inglese Eppie è condiviso anche con il nome Hephzibah.

## Onomastico

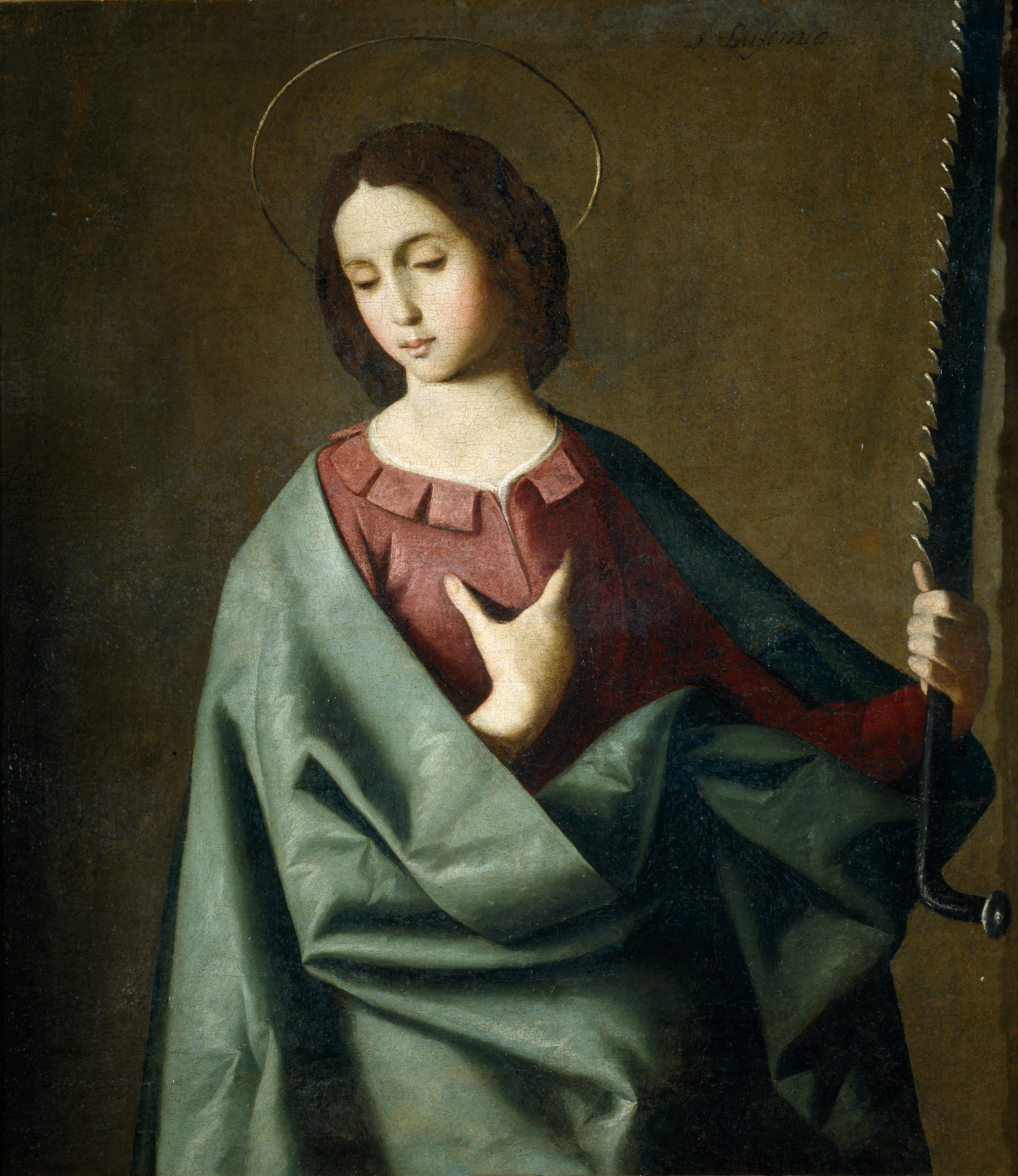
Sant'Eufemia di Calcedonia in un dipinto di Francisco de Zurbarán

L'onomastico si può festeggiare in memoria di più sante e beate, alle date seguenti:
- 17 gennaio, beata Eufemia Domitilla, figlia di Premislao di Ratibor, religiosa domenicana[10][11]
- 20 marzo, sant'Eufemia, martire presso Amiso sotto Diocleziano[11]
- 11 maggio (o 12 maggio), sant'Eufemia, martire presso Camerino[11]
- 17 giugno, beata Eufemia di Altenmünster, badessa[10]
- 3 settembre, sant'Eufemia, vergine e martire ad Aquileia con altre compagne[11]
- 16 settembre (o 11 luglio), sant'Eufemia, martire a Calcedonia[3][8][10][11]
- 16 settembre, sant'Eufemia di Orense, martire[10]

## Persone
- Eufemia, imperatrice bizantina
- Eufemia d'Aragona, principessa siciliana
- Eufemia di Calcedonia, santa greca
- Eufemia di Orense, santa spagnola
- Eufemia de Ross, regina consorte di Scozia
- Eufemia Benussi, vero nome di Femi Benussi, attrice italiana
- Eufemia Gemma Giannini, religiosa italiana

### Variante Euphemia

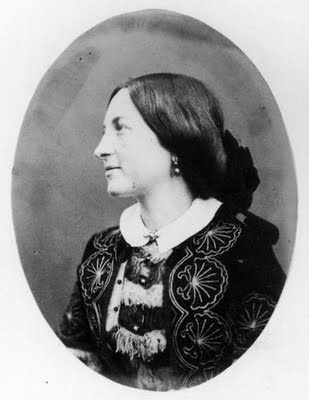
Effie Gray

- Euphemia Chalmers Gray, vero nome di Effie Gray, nobildonna britannica

### Variante maschile Eufemio
- Eufemio di Costantinopoli, arcivescovo bizantino
- Eufemio di Messina, ammiraglio bizantino
- Eufemio Cabral, calciatore paraguaiano

### Variante maschile Efim

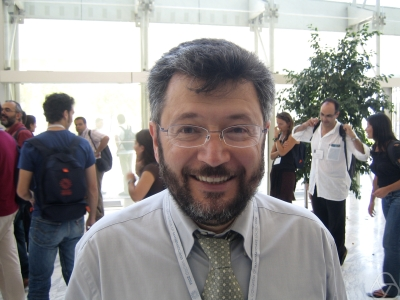
Efim Isaakovič Zel'manov

- Efim Bogoljubov, scacchista tedesco
- Efim Naumovič Bronfman, pianista russo
- Efim Fradkin, fisico russo
- Efim Isaakovič Zel'manov, matematico russo

### Altre varianti maschili
- Juchym Petrovyč Heller, scacchista ucraino

## Il nome nelle arti
- Euphemia, personaggio immaginario della serie anime Code Geass ed opere derivate.
- Eufemio Arquati, personaggio del film In nome del popolo sovrano, del 1990 diretto da Luigi Magni.